# 하나님의 형상
하나님의 형상(히브리어: צֶלֶם אֱלֹהִים, 라틴어: Imago Dei)은 인간이 하나님의 형상(모양)으로 창조되었다고 보는 유대교, 기독교의 전통적인 신학적 개념이자 교리이다. 이 개념은 인간론에서 전문적으로 다루고 있다.
하나님께서는 자기 형상을 따라 인간을 지으셨다. 그런데 성경은 형상의 본질에 대해 구체적으로 설명하지 않고, 더구나 하나님께서는 영으로서 육체적인 형태로는 존재하지 않는다. 따라서 학자들은 하나님의 형상이 창조시 인간에게 부여하신 그 어떤 것(피조 세계에 대한 지배권, 도덕적 성품 등)이라고 생각한다. 나아가 하나님의 형상은 이성적이며 자의식적이고 도덕률에 복종하며, 하나님과 교제할 수 있는, 인간의 정신적이고 도덕적 속성들 중에 찾을 수 있다고 본다. 그리고 인간의 범죄로 훼손되었던 하나님의 형상은 그리스도의 구속으로 온전히 회복되었다.
수천 년 동안 철학자들과 신학자들은 이 용어의 정확한 의미에 대해 토론하였다. 형상 혹은 모상(模像)이란 모방해 만든 상을 의미한다. 일반적으로 모상은 모조품, 조각품, 나아가서는 초상의 의미를 지닌 단어다. 사아디아 가온과 필론 등 고대 유대인 학자들은 인간이 하나님의 모상대로 창조된 것은 하나님이 인간과 흡사한 모습을 띠고 있다는 것이 아니라 오히려 하나님이 피조물들 중 유일하게 인류에게만 특별한 명예를 부여한 것을 비유적으로 표현한 것이라고 주장했다. 마찬가지로 마이모니데스는 사람이 하나님의 궁극적 실체의 본질을 부분적으로나마 파악하도록 노력할 때, 합리적인 사고력이 배양되어 최대한 하나님 같이 된다고 주장하였다.
기독교에서 하나님의 형상은 원죄에 대한 개념과 밀접하게 연관되어 있다. 본래 인간은 하나님의 형상으로 창조되었으나 타락으로 인해 그 형상이 파괴되었고, 예수의 대속을 통해 인간과 하나님의 관계가 회복되었다고 본다. 기독교 저술가들은 하나님의 형상대로 창조된 인간은 계급, 인종, 성별, 장애 여부와 상관 없이 누구나 근본적으로 존엄하고 무한한 생명의 가치를 가지고 있다고 말한다.

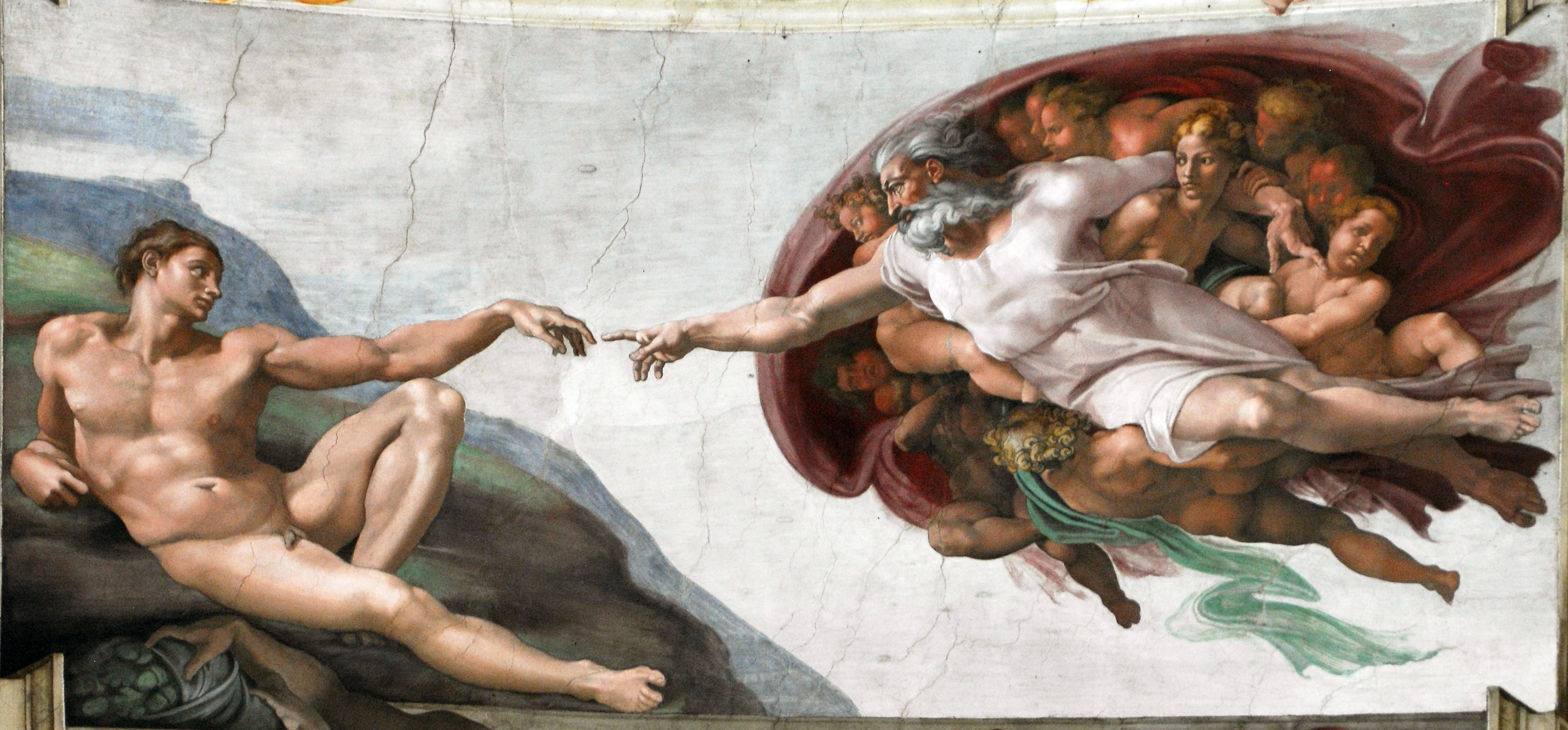
"아담의 창조"의 작품에서 미켈란젤로 부오나로티는 인간과 하나님을 반영하는 모습을 보여줌으로써 하나님의 형상에 대한 실제적인 관점을 제시하였다

## 성경적 근거
하나님의 형상이란 창세기의 다음 구절들에 근거한다.
창세기 1:26-28(공동번역)
하나님께서는 “우리 모습을 닮은 사람을 만들자! 그래서 바다의 고기와 공중의 새, 또 집짐승과 모든 들짐승과 땅 위를 기어 다니는 모든 길짐승을 다스리게 하자!” 하시고, 당신의 모습대로 사람을 지어내셨다. 하느님의 모습대로 사람을 지어내시되 남자와 여자로 지어내시고 하나님께서는 그들에게 복을 내려주시며 말씀하셨다. “자식을 낳고 번성하여 온 땅에 퍼져서 땅을 정복하여라. 바다의 고기와 공중의 새와 땅 위를 돌아다니는 모든 짐승을 부려라!”
창세기 5:1-3(공동번역)
아담의 계보는 이러하다. 하느님께서 사람을 지어내시던 날, 하느님께서는 당신 모습대로 사람을 만드시되 남자와 여자로 지어내셨다. 그 날 하느님께서는 그들에게 복을 주시며 그 이름을 아담이라 지어주셨다. 아담은 백삼십 세에 자기 모습을 닮은 아들을 낳고 이름을 셋이라 하였다.
창세기 9:6(공동번역)
사람은 하느님의 모습으로 만들어졌으니 남의 피를 흘리는 사람은 제 피도 흘리게 되리라.
신약성경에서는 히브리인들에게 보낸 서간 1장 3절에서 예수가 하느님의 가시적인 모상이라고 언급하고 있다.
- 그 아들은 하느님의 영광을 드러내는 찬란한 빛이시요, 하느님의 본질을 그대로 간직하신 분이시며, 그의 능력의 말씀으로 만물을 보존하시는 분이십니다. 그분은 인간의 죄를 깨끗하게 씻어주셨고 지극히 높은 곳에 계신 전능하신 분의 오른편에 앉아 계십니다.(공동번역)

또한 콜로새 신자들에게 보낸 서간 1장 13-15절에서는 다음과 같은 구절이 있다.
- 아버지께서는 우리를 흑암의 권세에서 건져내시어 당신의 사랑하시는 아들의 나라로 옮겨주셨습니다. 우리는 그 아들로 말미암아 죄를 용서받고 속박에서 풀려났습니다. 그리스도께서는 보이지 않는 하느님의 형상이시며 만물에 앞서 태어나신 분이십니다.(공동번역)

코린토 신자들에게 보낸 첫째 서간 11장 7절
- 남자는 하느님의 모습과 영광을 지니고 있으니 머리를 가리지 말아야 합니다. 그러나 여자는 남자의 영광을 지니고 있을 뿐입니다.(공동번역)

로마 신자들에게 보낸 서간 8장 29절
- 하느님께서는 이미 오래 전에 택하신 사람들이 당신의 아들과 같은 모습을 가지도록 미리 정하셨습니다. 그래서 그리스도께서는 많은 형제 중에서 맏아들이 되셨습니다.(공동번역)

코린토 신자들에게 보낸 둘째 서간 3장 18절
- 우리는 모두 얼굴의 너울을 벗어버리고 거울처럼 주님의 영광을 비추어줍니다. 동시에 우리는 주님과 같은 모습으로 변화하여 영광스러운 상태에서 더욱 영광스러운 상태로 옮아가고 있습니다. 이것이 성령이신 주님께서 이루시는 일입니다.(공동번역)

코린토 신자들에게 보낸 둘째 서간 4장 4-7절
- 그들은 하느님의 형상이신 그리스도의 영광스러운 복음의 빛을 보지 못하게 되었습니다. 우리가 선전하는 것은 우리 자신이 아닙니다. 예수 그리스도가 주님이시고 우리는 예수를 위해서 일하는 여러분의 종이라는 것을 선포하고 있습니다. ‘어둠에서 빛이 비쳐오너라.’ 하고 말씀하신 하느님께서는 우리의 마음속에 당신의 빛을 비추어주셔서 그리스도의 얼굴에 빛나는 하느님의 영광을 깨달을 수 있게 해주셨습니다.(공동번역)

기독교 전통 신학에서는 인간을 하나님의 형상에 따라 피조된 존재로 이해해 왔는데, 창조 기사인 창세기 1장 26-27절에 기반을 둔 것이다. 기독교 신학자들은 이 구절에서 두 가지 개념을 도출했는데, 하나는 형상(imago)이고, 다른 하나는 모양(similitudo)이다. 지난 2천 년 동안 신학자들은 인간 본성에 있어서 하나님의 모상과 하나님의 모양(similitudo Dei)이라는 두 개념 간의 차이점이 무엇인지에 대해 연구하였다. 오리게네스는 하나님의 모상이 인간의 영혼 안에 존재하는 것으로 본 반면, 테르툴리아누스와 이레네오 등은 하나님의 모상을 인간의 영혼만이 아니라 육체와도 결합되어 있다고 주장했다. 그래서 이들은 형상과 모양을 엄격하게 구분하여 타락한 인간에게 있어 하나님의 모양은 상실되었으나 하나님의 모상은 상실되지 않았다고 보았다. 이러한 사유는 중세 스콜라 신학으로 이어졌다. 그들은 하나님의 모상을 인간이 타락한 후에도 남아 있는 이성과 의지의 자유로 보았고, 모양은 인간의 타락과 함께 잃어버린 ‘본래적인 의’로 해석했다.

## 하나님의 형상에 대한 신학자들의 견해
인간이 다른 피조물과 다른 독특한 요소를 말한다. 인간의 원의, 지, 정, 의, 도덕적 이성적 요소, 영성 등이 포함된다.
- 아우구스티누스 - 하나님의 형상은 영혼의 지적인 특성에 모양은 영혼의 도덕적 특성에 관련되었다고 한다.
- 중세 로마가톨릭 신학 - 자연적 은사(dona naturalia)로서 하나님의 형상이란 영혼의 영성, 의지의 자유, 육체적 불멸성으로 타락 후에도 잔존한다고 주장한다. 초자연적 은사(dona supernaturalia)로서 모양은 인간의 열등한 성질을 제어하는 원시적 의로, 타락 시 상실되었으나 오직 그리스도에 의해서만 회복된다고 한다. 아퀴나스는 하나님의 형상이 오직 인간의 지적 본성에 있다고 한다.[8]
- 루터 - 형상은 인간이 창조 시 부여받은 영적 특질들로 되어 있으며, 이것들은 일반적으로 원시적 의라 불리는데 이 특질들은 참 지식과 의와 거룩함으로 이루어졌다고 한다.
- 개혁파 - 좁은(엄밀한) 의미에서 형상은 창조 시 받은 영적 특질들 곧 인간의 지, 정, 의를 포함한다(골로 3: 10; 에페 4: 24). 타락 후 영적으로 그 순수성을 상실했다. 원의는 상실되었다. 포괄적 의미에서 형상에 대해 칼빈은 하나님의 형상의 적절한 자리가 인간의 영혼이라고 한다(강요, 1.15.3). 개혁파에서는 형상은 피조물을 지배함에서 이성적이며, 도덕적이며 불멸적인 한 영적 존재라는 사실에서 발견된다고 말한다. 타락 후에도 인간은 포괄적 의미에서 하나님의 형상을 지닌 자로 불린다(창세 9: 6; 1고린 11: 7; 15: 49, 약 3: 9). 인간은 전적으로 타락했지만 하나님의 형상을 지닌 자(an image bearer of God)이다. 형상과 모양을 같은 의미로 본다. 하나님의 형상의 거듭남은 점진적이고 역동적이며 내세에 완성된다.
- 바르트 - 하나님의 형상을 인간의 이성이나 본질이 아니고 하나님과의 관계에서 보았다. 하나님의 형상은 본래 그의 말씀인 예수 그리스도이고(골로 1: 15; 3: 10; 로마 8: 29), 우리는 우리의 자연 본질에 의해서가 아니라 예수 그리스도와의 관계 혹은 믿음의 유추(analogia relationis, analogia fidei)에 의해서만 하나님의 형상에 관여한다고 한다. 하나님의 형상을 하나님과의 관계이며 인간 본질을 성취시키는 종말론적, 구원적인 개념으로 본다. 인간관계에서 규명하려고 한다.
- 브루너 - 형식적인 하나님의 형상은 인간의 책임성 즉 하나님의 사랑에 응답할 수 있는 능력, 하나님께 대답할 필요성이 있는 인간 존재의 궁핍성이다. 실례로 자유, 이성, 양심, 언어가 하나님의 형식적인 형상에 속한다고 한다. 죄로 상실되지 않고 파괴되지 않았다고 한다.[9] 이것은 구원의 접촉점이 된다고 한다. 이러한 주장은 바르트에 의해서 비판을 받았다. 물질적인 하나님의 형상은 하나님 경외, 영화와 존경의 반응, 하나님을 사랑하는 것과 이웃을 사랑하는 것을 말한다.[10] 인간은 물질적인 형상은 완전히 상실했다고 한다. 인간은 주체(subject)와 자유(freedom)을 가지고 있다고 한다.

### 청교도들의 견해
- 존 볼 - 아담은 하나님의 형상으로 창조되었고, 삼위일체로부터 생기를 받은 신적 특성을 부여받아서, 하나님의 뜻을 전적으로, 의지적으로 정확하게 순종할 수 있었다.
- 존 메이나드 - 하나님은 인간의 육체를 만들었으므로, 모든 인간의 육체는 하나님을 섬겨야 한다. 하나님이 인간에게 준 가장 귀한 선물은 바로 하나님의 형상이다.  그래서 창조의 언약과 율법은 모두 하나님에게 빚진 것이다.
- 토머스 굿윈 - 자연법은 하나님이 아담과 하와의 목적 자체가 된 것임을 요구한다. 아담의 지식과 거룩함은 하나님이 최상의 선임을 알도록 만든다. 하나님의 형상으로 창조된 아담은 그 자신과 하나님 사이의 관계에 관한 하나님의 거룩하고 성화적인 원칙들을 바로 알게 되었다. 하나님의 형상이 아담의 마음에 율법이 새겨져 있음을 필요로 한다.
- 제임스 어셔: 하나님의 형상은 이해의 완전함과 의지의 자유에서 보인다.[11]
- 웨스트민스터 소요리문답 - 하나님과의 관계를 통하여 아담은 하나님에 대한 지식과 하나님이 원하시는 의무를 알게 되었다.

## 같이 보기
- 기독교 인문주의
- 존엄

## 참고 문헌
안명준, 한눈으로 보는 성경조직신학 (성경말씀사관학교: 2014), 268-269.